# Vito Genovese
Vito Genovese (Risigliano (provincie Napels, Italië), 21 november 1897 – Springfield (Missouri), 14 februari 1969) was een Amerikaanse maffiabaas die tijdens de Castellammarijnse oorlog veel macht vergaarde. Later was hij de leider en naamgever van de familie Genovese.
Genovese werkte samen met mannen als Lucky Luciano, Meyer Lansky, Bugsy Siegel en Frank Costello in dienst van Joe Masseria. Na de Eerste Wereldoorlog werd Genovese door Salvatore Maranzano overgehaald om zich aan te sluiten bij Luciano, die een eigen 'familie' had gevormd. Maranzano realiseerde zich later dat deze jongere generatie maffiosi een bedreiging kon worden voor zijn machtspositie, en hij gaf opdracht enkelen van hen om te brengen, onder wie Genovese.
Op 26 februari 1930 schoot Genovese maffiabaas Gaetano "Tom" Reina dood.
Luciano op zijn beurt liet in april 1931 Masseria vermoorden, waarbij Genovese een van de vier schutters was. Later dat jaar werd in opdracht van Luciano ook een aanslag gepleegd op Maranzano, waarna Luciano de absolute macht in handen had.
Hij werd echter in 1937 aangeklaagd voor de moord in 1934 op Ferdinand "The Shadow" Boccia en zag zich gedwongen naar Italië te vluchten. Na de Tweede Wereldoorlog werd Luciano verbannen naar Italië, en Genovese zag zijn kans schoon om, door een flink aantal tegenstanders uit de weg te ruimen, zijn status flink op te schroeven. Toen hij terugkeerde naar de Verenigde Staten, waren alle getuigen van zijn moordaanslagen verdwenen. Hij kon dan ook als vrij man in Amerika wonen. In 1946 nam Genovese deel aan de Havanaconferentie, waar hij slaags raakte met Luciano en drie ribben brak.
Nu Genovese de leiding had over Luciano's groep, zocht hij naar manieren om zijn positie verder te versterken. Hij was medeorganisator van de Conferentie van Apalachin, waar hij aangesproken wenste te worden met capo di tutti capi (baas van alle bazen).
Met die vergadering ging het helemaal fout. Het huis waar de bijeenkomst zou plaatsvinden, stond onder observatie van de New York State Troopers onder leiding van Edgar Croswell, omdat eigenaar Joseph Barbara als verdacht persoon was aangemerkt. Toen de kentekenplaten van bezoekende auto's werden gecontroleerd, zag Croswell voldoende reden om de toegangsweg hermetisch af te sluiten. De bezoekers van de vergadering (die eigenlijk niets te vrezen hadden omdat ze niets illegaals deden) raakten in paniek en vluchtten het huis uit, een gebeurtenis waarmee ze de landelijke pers haalden.
Genovese kreeg de schuld van het fiasco, en voordat hij de situatie naar zijn hand kon zetten, lieten Lansky en Luciano hem tijdens een drugssmokkel in de val lopen. Genovese werd in 1959 gevangengezet en overleed tien jaar later in zijn cel.